# چارلز ایمز

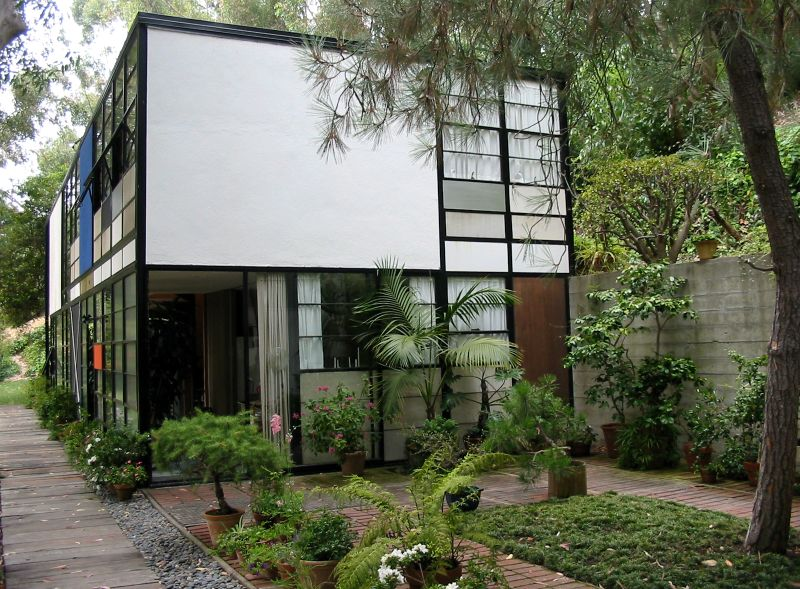
چارلز ایمز

چارلز ایمز (انگلیسی: Charles Eames؛ ‎/ˈiːmz/‎؛ ۱۷ ژوئن ۱۹۰۷ – ۲۱ اوت ۱۹۷۸) یک معمار، طراح و فیلم‌ساز اهل ایالات متحده آمریکا بود. وی بین سال‌های ۱۹۳۰ تا ۱۹۷۸ میلادی فعالیت می‌کرد.
او دانش‌آموختهٔ رشتهٔ معماری در دانشگاه واشینگتن در سن‌لوئیس بود، اما دو سال پس از آغاز تحصیل، دانشگاه را نیمه‌کاره رها کرد. بسیاری می‌گویند که او را در واقع به‌خاطر هواداری و حمایت‌هایش از فرانک لوید رایت و علاقه‌اش به معماری مدرن اخراج کردند. گویا دانشگاه بنابر گزارش‌ها، او را به سبب دیدگاه‌های «بیش از حد مدرن» کنار گذاشت.